# 拉合尔工程技术大学

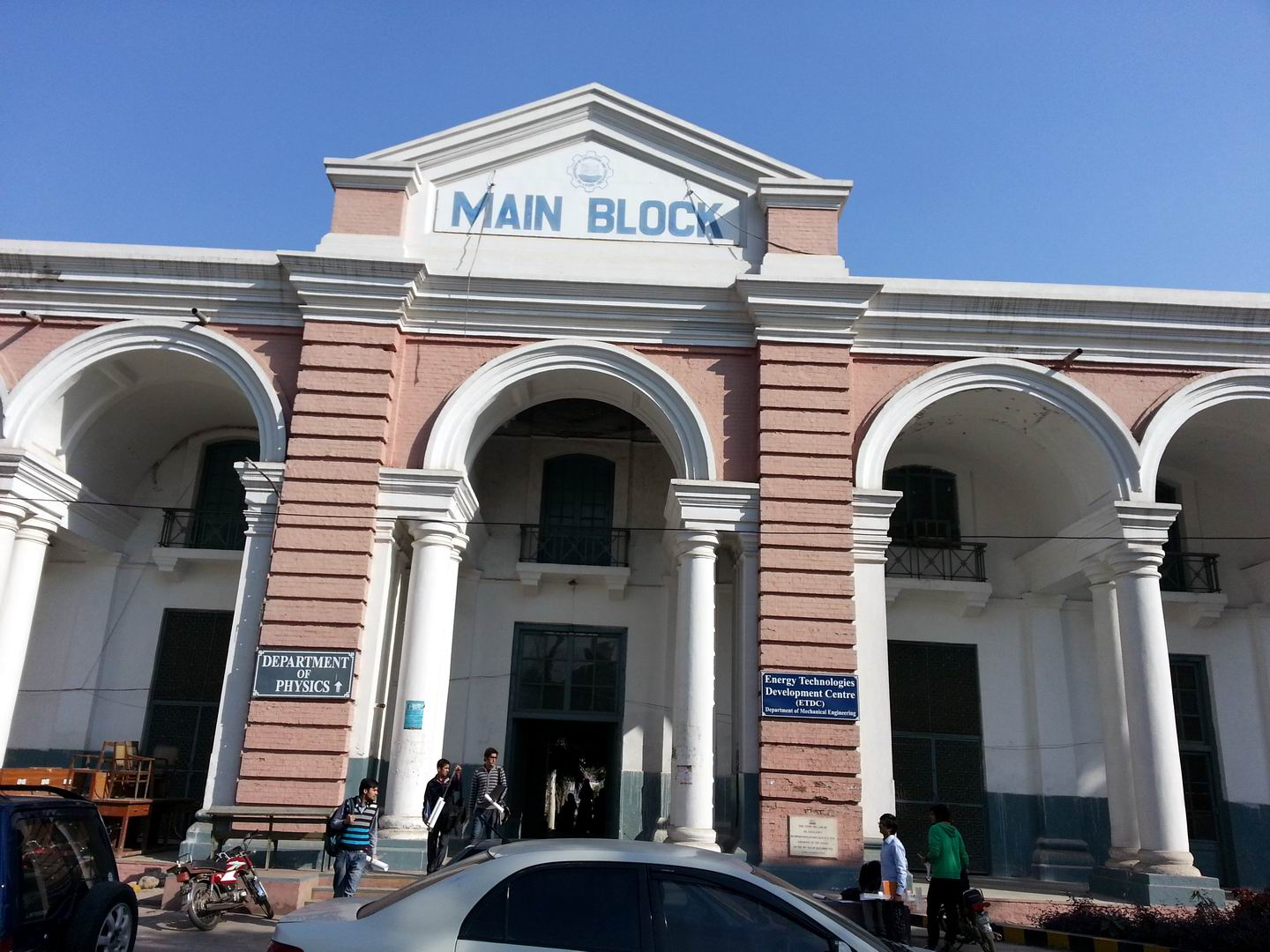
创建 拉合尔工程技术大学

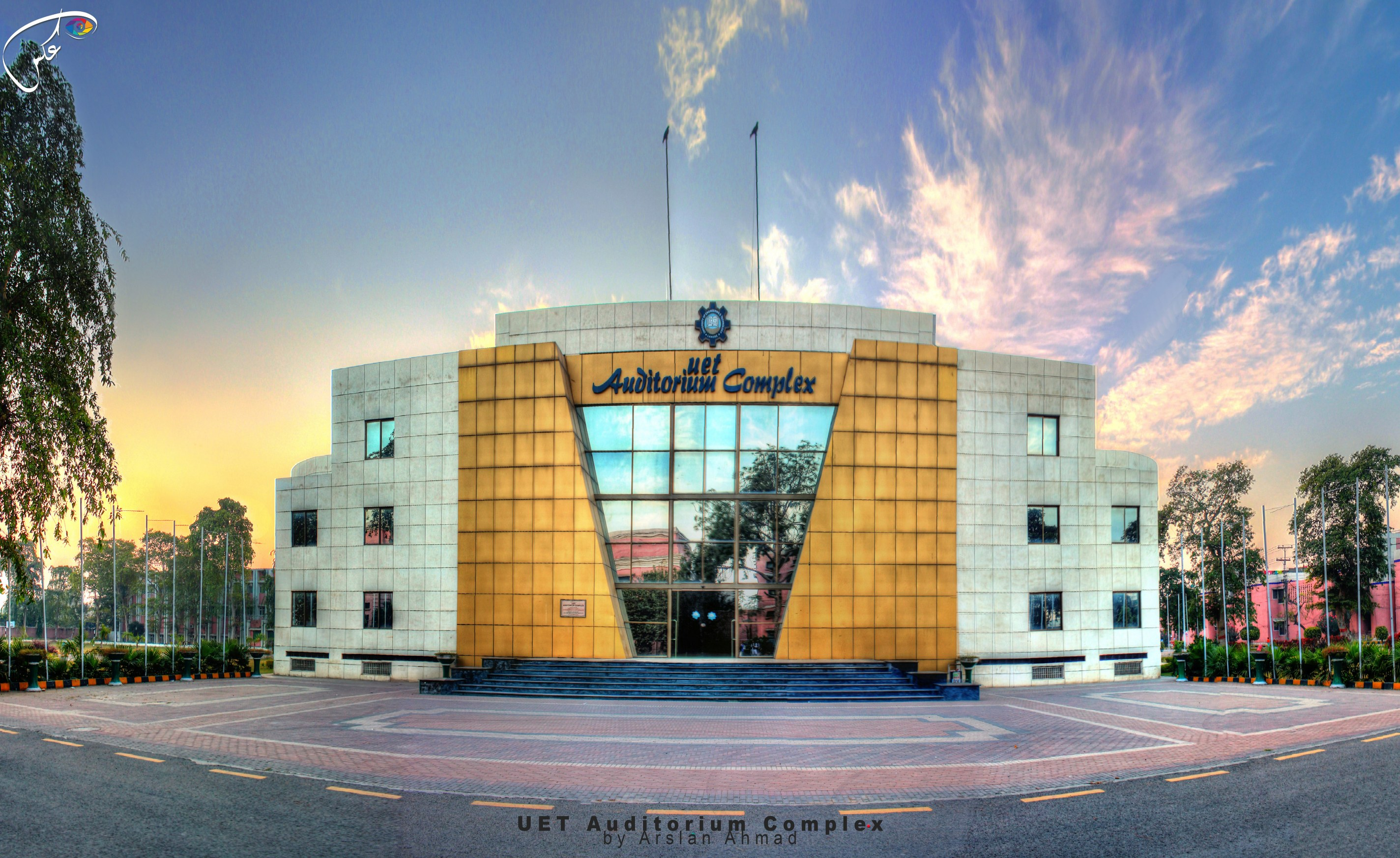
Auditorium Complex UET Lahore

拉合尔工程技术大学  是巴基斯坦最古老的工程大学。它位于旁遮普省拉合尔。

## 歷史
UET成立於1921年，位於拉合爾郊區的，作為技術學院。 1923年，這個名字被改為麥克拉甘工程學院，以紀念當時的旁遮普省省長佈拉德爵士（Sir Edward Maclagan），他奠定了該建築的基石。
1932年該機構與旁遮普大學成為工程學院頒發學士學位的附屬機構。到了1947年巴基斯坦獨立運動時期，它提供了電氣，機械和土木工程理學士課程。
1954年，礦業工程學士學位課程開始啟動。 1961年，它再次更名為西巴基斯坦工程技術大學。在20世紀60年代，化學工程，石油和天然氣工程，冶金工程，建築，城市和區域規劃開始了本科學位課程。到20世紀70年代，它已經在工程，建築，規劃和相關學科方面建立了碩士學位課程。1972年，該大學更名為UET。 它於1975年在 Taxila建立了第二個校園，1998年成為獨立的大學。
2018年3月，拉合尔工程技术大学作为巴基斯坦方面代表，参与旁遮普天津技术大学建设。

## 院系
UET拉合爾在以下學院提供學士，碩士學位和博士學位：
- 建築學院規劃
- 商業和管理學院
- 化學，礦物和冶金工程
- 土木工程學院
- 地球科學與工程學院
- 電氣工程
- 機械工程學院
- 自然科學，人文和伊斯蘭研究學院